# إيمرسون إثيريدغ
إيمرسون إثيريدغ هو محامي وسياسي أمريكي، ولد في 28 سبتمبر 1819 في مقاطعة كوريتوك في الولايات المتحدة، وتوفي في 21 أكتوبر 1902 في دريسدن في الولايات المتحدة. نشط حزبياً في حزب اليمين والحزب الجمهوري. وقد انتخب عضو مجلس نواب تينيسي ‏ وانتخب عضو مجلس ولاية تينيسي ‏ وانتخب عضو مجلس النواب الأمريكي ‏.